# 43e bataillon de tirailleurs sénégalais
Pour les articles homonymes, voir 43e bataillon.
Le 43e Bataillon de Tirailleurs Sénégalais (ou 43e BTS) est un bataillon français des troupes coloniales.

## Création et différentes dénominations
- -: Formation du 43e Bataillon de Tirailleurs Sénégalais

## Historique des garnisons, combats et batailles du43eBTS
- 07/09/1918 : le bataillon reçoit 2 caporaux et 46 tirailleurs du 82e BTS
- 08/09/1918 : le bataillon reçoit 323 hommes en renfort du 102e BTS à la suite de la dissolution de ce dernier
- 24/09/1918 : le bataillon reçoit des renforts du 83e BTS
- 03/12/1918 : le bataillon reçoit des renforts du 83e BTS
- 10/12/1918 : le bataillon reçoit 3 caporaux et 67 tirailleurs du 83e BTS
- 01/02/1919 : dissolution, le bataillon est fusionné au 103e BTS

## Décorations

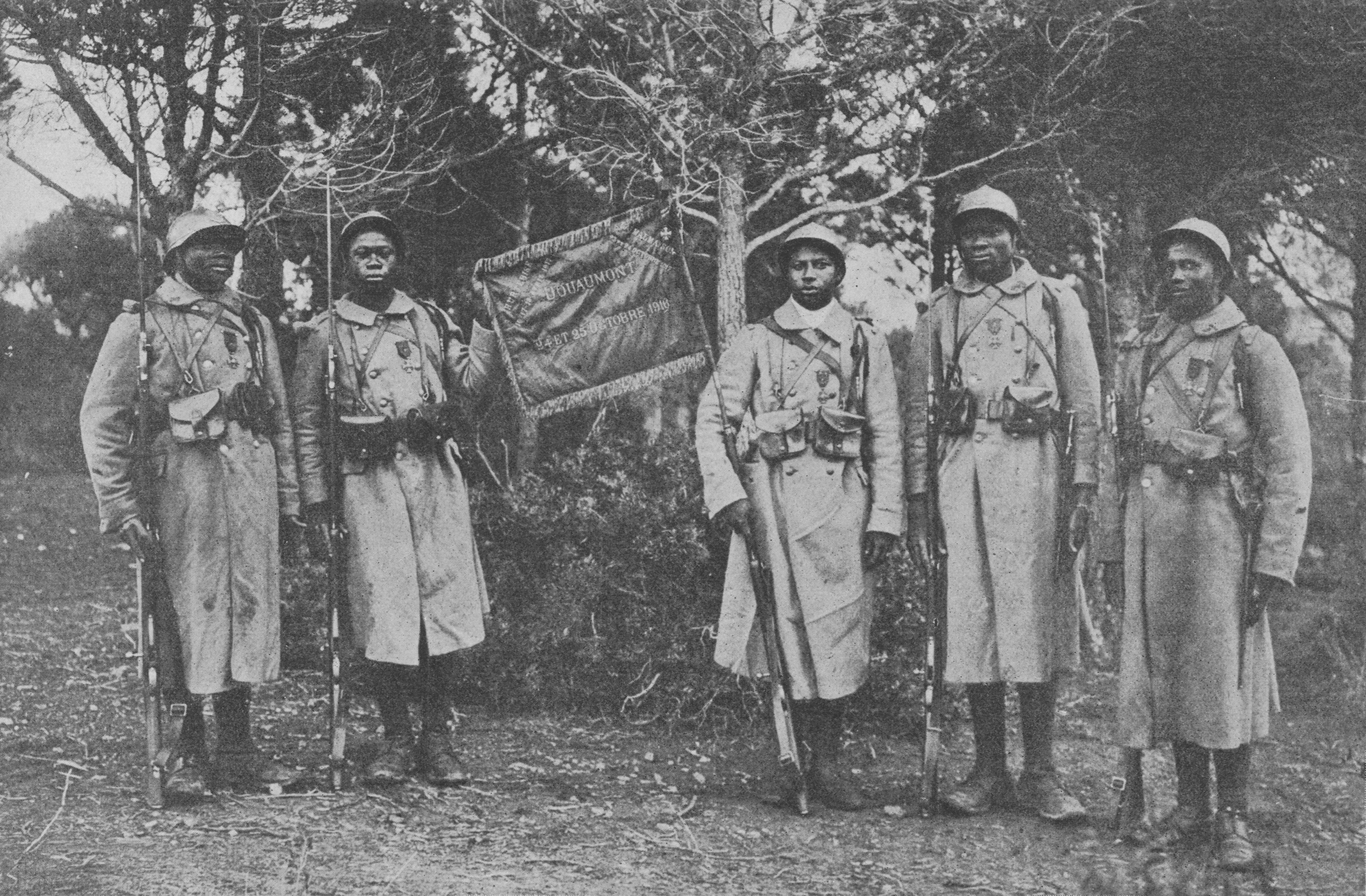
Le fanion du 43e bataillon de tirailleurs sénégalais décoré de la fourragère à la couleur de la médaille militaire.

## Faits d'armes faisant particulièrement honneur au bataillon
Prise du fort de Douaumont
Bataille du Chemin des Dames

### Sources et bibliographie
Mémoire des Hommes